# Henry VIII (TV-serie)
Henry VIII är en brittisk miniserie i två delar från 2003 om kung Henry VIII:s liv. Den visades i SVT1 sommaren 2004.

## Handling
Serien följer kung Henry VIII, från hans första äktenskap fram till hans död efter en stroke år 1547, då han hade hunnit gifta sig för sjätte gången. 
I första avsnittet får vi främst följa Henrys jakt efter Anne Boleyn och deras äktenskap fram till hennes död. I andra avsnittet följs Henry under de sista elva åren av hans liv och bland annat hans äktenskap med Jane Seymour och det med Catherine Howard.

## Rollista i urval
- Ray Winstone - Kung Henry VIII
- Joss Ackland - Kung Henry VII
- Sid Mitchell - Henry VIII som ung
- Charles Dance - the Hertigen av Buckingham
- Mark Strong - the Hertigen av Norfolk
- Assumpta Serna - Katarina av Aragonien
- Thomas Lockyer - Edward Seymour
- William Houston - Thomas Seymour
- David Suchet - Thomas Wolsey
- Danny Webb - Thomas Cromwell
- Scott Handy - Henry Percy
- Helena Bonham Carter - Anne Boleyn
- Dominic Mafham - George Boleyn
- Benjamin Whitrow - Thomas Boleyn
- John Higgins - Robert Barnes
- Michael Maloney - Thomas Cranmer
- Lara Belmont - Mary Tudor
- Emilia Fox - Jane Seymour
- Sean Bean - Robert Aske
- Joseph Morgan - Thomas Culpeper
- Marsha Fitzalan - Hertiginnan av Norfolk
- Terence Harvey - Biskop Gardiner
- Kelly Hunter - Lady Rochford
- Pia Girard - Anna av Kleve
- Emily Blunt - Catherine Howard
- Tom Turner - Francis Dereham
- Clare Holman - Catherine Parr
- Hugh Mitchell - Edvard VI av England
- David Gwillim - läkare
- Derek Jacobi - berättare